# 뚝지치
뚝지치(학명: Hackelia deflexa)는 지치목 지치과 뚝지치속에 속하는 여러해살이 화초의 일종으로 북방뚝지치라고도 한다. 유라시아와 북아메리카에 널리 분포하며, 한반도에서는 함경북도 산지에 주로 분포하는데 현재는 강원도에서도 서식이 확인되고 있다. 그 밖에 유럽에서는 동쪽으로는 루마니아, 서쪽으로는 스페인에 이르기까지 넓은 지역에 걸쳐 서식한다.
곧은 줄기는 0.61~0.91m 높이로 자라며 바질 모양의 이파리가 아래에서 위로 갈수록 작아지면서 차례로 난다. 가느다랗고 뻣뻣한 섬모가 잎과 줄기에 존재한다. 여름철이 되면 작은 연청색 꽃을 피우며 총상꽃차례로 난다.